# Municipalità di Orroroo Carrieton
La municipalità di Orroroo Carrieton è una Local Government Area che si trova in Australia Meridionale. Essa si estende su una superficie di 3.300 chilometri quadrati e ha una popolazione di 938 abitanti. La sede del consiglio si trova a Orroroo.